# Бобенхајм-Роксхајм
Бобенхајм-Роксхајм (њем. Bobenheim-Roxheim) општина је у њемачкој савезној држави Рајна-Палатинат. Једно је од 25 општинских средишта округа Рајна-Палатинат. Према процјени из 2010. у општини је живјело 10.001 становника. Посједује регионалну шифру (AGS) 7338004.

## Географски и демографски подаци
Бобенхајм-Роксхајм се налази у савезној држави Рајна-Палатинат у округу Рајна-Палатинат. Општина се налази на надморској висини од 94 метра. Површина општине износи 20,5 km².

## Становништво
У самом мјесту је, према процјени из 2010. године, живјело 10.001 становника. Просјечна густина становништва износи 488 становника/km².

## Међународна сарадња
| Мјесто | Држава    | Врста сарадње | Од    |
| ------ | --------- | ------------- | ----- |
|        | Француска | партнерство   | 1980. |
| Извор  |           |               |       |